# محسن میلانی
محسن میلانی پژوهشگر، مدرس و نویسنده ایرانی ساکن آمریکاست و در حال حاضر مدیر اجرایی مرکز مطالعات دیپلماسی و استراتژی و استاد تمام علوم سیاسی در دانشگاه فلوریدای جنوبی است. وی از چهره‌های شناخته شده جهانی در عرصه ایرانشناسی و حوزه مطالعات انقلاب اسلامی است.
میلانی پس از فارغ‌التحصیلی از دبیرستان اوکلند واقع در کالیفرنیا مشغول به تحصیل در رشته علوم سیاسی و فلسفه در دانشگاه ایالتی کالیفرنیا در هیوارد شد. وی کارشناسی ارشد و دکترای خود را در رشته علوم سیاسی از دانشگاه کالیفرنیای جنوبی دریافت کرد و سپس تدریس را در دانشگاه فلوریدای جنوبی آغاز نمود.
او در سال ۱۹۹۸ رئیس دانشکده علوم سیاسی و روابط بین‌الملل دانشگاه فلوریدای جنوبی شد و در دوران ریاست وی برنامه جدید دکتری در آن دانشکده آغاز گردید. وی در سال ۲۰۱۲ مرکز مطالعات دیپلماسی را در همان دانشگاه بنیانگذاری کرد و برنامه جدید «گفتمان» با شخصیتهای شناخته شده در زمینه دیپلماسی و استراتژی را آغاز نمود.
او به عنوان محقق در دانشگاه‌های هاروارد، آکسفورد و فوسکاری (ونیز، ایتالیا) فعالیت علمی داشته‌است.
میلانی جوایز بسیاری در زمینه آموزش و تدریس دریافت کرده که از جمله آن‌ها می‌توان به جایزه استاد برجسته از دانشگاه فلوریدای جنوبی اشاره کرد. وی از سال ۲۰۰۸–۲۰۱۲ ویراستار سری «حکومت و روابط بین‌الملل در خاورمیانه» برای انتشارات دانشگاه فلوریدا بوده‌است.
او برادرِ فرزانه و عبّاس میلانی است.

## مشاوره و تفسیر اخبار
از سال ۲۰۰۰ میلادی میلانی به بیش از ۱۶۵ گردهمایی و سمینار در ۲۵ کشور مختلف دعوت شده. بسیاری از شخصیتهای دولتی و حکومتی از نظرات او به عنوان یک متخصص در امور دیپلماتیک بهره برده‌اند و از وی در خواست مشاوره کرده‌اند. او به‌عنوان متخصص در کنگره آمریکا نیز شهادت داده است.
از وی در بسیاری از خبرگزاری‌ها و رسانه‌های بین‌المللی جهت تفسیر اخبار روز دعوت به عمل می‌آید که می‌توان به مصاحبه‌های وی در تلویزیون‌های بی‌بی‌سی جهانی، سی‌ان‌ان، سی‌سی‌تی‌وی، شبکه سراسری کانادا، بی‌بی‌سی فارسی، الجزیره، صدای آمریکا و تلویزیون هندوستان اشاره کرد. همچنین بسیاری از مقالات و مصاحبه‌های وی در نشریات بین‌المللی از جمله اکونومیست، واشینگتن پست، نیویورک تایمز، لوموند و بیش از صدها روزنامه و خبرگزاری از جمله رویترز را نام برد.

## آثار
میلانی بیش از ۶۰ اثر تألیفی دارد. از جمله آن‌ها می‌توان به کتاب «شکل‌گیری انقلاب اسلامی از سلطنت پهلوی تا جمهوری اسلامی» اشاره کرد که از انگلیسی به فارسی توسط مجتبی عطارزاده ترجمه شده. این کتاب به عنوان یکی از کتب اجباری در دانشگاه‌های آمریکا، ایران، ژاپن و کانادا تدریس می‌شود.
آثار وی نیز به عربی، چینی و ژاپنی ترجمه شده‌است.

### مقالات
- .Iran’s Game in Yemen: Why Tehran Isn’t to Blame for the Civil War,” Foreign Affairs, ۱۹ آوریل ۲۰۱۵
- .This is what Detente Looks Like: The United States and Iran Join Forces Against ISIS,” Foreign Affairs, August 27, 2014"
- .Tehran Doubles Down: Iran’s Plan to Win Iraq’s Sectarian War,” Foreign Affairs, June 22, 2014"
- .The Political System of the Islamic Republic of Iran,” in Comparative Governance, edited by Paulette Kurzen, McGraw-Hill. 2013"
- .Persian Parley: Still Optimistic About U.S. -Iran Relations,” Foreign Affairs, November 26, 2013"
- Why Tehran Won’t Abandon Assad(ism),” The Washington Quarterly (Center for Strategic & International Studies), Volume 36, No. 4,
- .If at First Rouhani Doesn't Succeed,” Foreign Affairs, September 24, 2013"
- .Rouhani's Foreign Policy: How to Work With Iran's Pragmatic New President,” Foreign Affairs, June 25, 2013"

### تالیفات منتخب
- میلانی، محسن (۱۳۸۵).  ارغوان غوث، ویراستار. شکل‌گیری انقلاب اسلامی: از سلطنت پهلوی تا جمهوری اسلامی. ترجمهٔ مجتبی عطارزاده. تهران: گام نو. شابک ۹۶۴-۷۳۸۷-۱۸-۰.